# Tephraea leucomelaena
Tephraea leucomelaena är en skalbaggsart som beskrevs av Hippolyte Louis Gory och Achille Rémy Percheron 1833. Tephraea leucomelaena ingår i släktet Tephraea och familjen Cetoniidae. Inga underarter finns listade i Catalogue of Life.